# Stéphane Lebecq
 (décembre 2023).
Stéphane Lebecq, né le 24 août 1944 à Lille (Nord), professeur émérite à l'université de Lille, est un historien français spécialiste du haut Moyen Âge.
Il est l'auteur de plusieurs ouvrages, dont le plus connu est Les Origines franques - Ve – IXe siècle, tome 1 de la Nouvelle histoire de la France médiévale, dont la première édition a été publiée en 1990 par les éditions du Seuil.

## Biographie
Agrégé de l'université, diplômé de l'École pratique des hautes études (EPHE, Paris), docteur en histoire (université de Paris IV-Sorbonne), habilité à diriger des recherches.
Membre de l'Académie Frisonne (Fryske Akademy, Pays-Bas)
Après avoir effectué son service national en 1969-1971 comme coopérant au Sénégal (Prytanée militaire de Saint-Louis, puis IFAN à Dakar) et en Mauritanie (fouilles de Tegdaoust, sous la direction de Jean Devisse), Stéphane Lebecq a été professeur au lycée Faidherbe de Lille, puis assistant, maître de conférences, et enfin (de 1993 à 2009) professeur d'histoire médiévale à l'université de Lille.
Au long de sa carrière universitaire, Stéphane Lebecq a été directeur de l'UFR des sciences historiques, artistiques et politiques de l'université de Lille ; président de la Commission de spécialistes d'Histoire de l'université de Lille ; directeur du Centre de recherches sur le haut Moyen Âge de l'université de Lille ; membre élu du Conseil national des universités (CNU, 21e Section, Paris) ; membre élu de la Commission 40 (aujourd'hui 32) du CNRS (Mondes antiques et médiévaux) ; membre du Comité des travaux historiques et scientifiques (CTHS, École nationale des Chartes, Paris).
Pour sa thèse sur Marchands et navigateurs frisons du haut Moyen Âge, qui a été soutenue en 1980 à l'université de Paris-IV Sorbonne sous la direction de Michel Mollat, et publiée en deux volumes à Lille en 1983, Stéphane Lebecq a reçu successivement le Prix d'histoire de l'Académie de Marine (Paris), le Prix Wicar de la Société des sciences de Lille, et le prix Halbertsma, décerné tous les trois ans par le gouvernement provincial de Frise et l'Académie Frisonne (Pays-Bas).
Stéphane Lebecq est spécialiste des sociétés et cultures de l'Europe du Nord au début du Moyen Âge (Frisons, Francs, Anglo-Saxons, Scots et Bretons, Vikings), notamment de l'histoire des systèmes de communications maritimes et terrestres dans le bassin des mers du Nord de l'Europe ; des échanges de biens matériels et culturels dans l'Europe du Nord ; de la genèse du phénomène urbain dans l'Occident proto-médiéval ; du processus de christianisation et des rituels funéraires.
Il a été membre du comité éditorial de la revue Early Medieval Europe (Oxford) et du comité éditorial de la Revue Belge de Philologie et d'Histoire (Bruxelles) ; co-directeur de la collection Biographies et Mythes historiques, Paris (Ellipses), et responsable éditorial du Centre de gestion de l'édition scientifique (CEGES) de l'université de Lille 3.
Stéphane Lebecq a écrit ou dirigé une quinzaine d'ouvrages, et publié près de deux cents articles scientifiques, communications, introductions ou conclusions de colloques, contributions à des catalogues d'exposition, dictionnaires et encyclopédies.
Stéphane Lebecq a dirigé plusieurs thèses qui ont été soutenues devant l'université de Lille, et il a présidé de nombreux jurys de thèse ou d'habilitation à diriger des recherches, notamment aux universités de Lille, Caen, Paris I (Panthéon-Sorbonne), Paris IV (Paris-Sorbonne), Paris VIII (Vincennes-Saint-Denis).
A l'occasion de son accès à l'éméritat, ses élèves et amis lui ont offert deux volumes de Mélanges : Echanges, communications et réseaux dans le haut Moyen Âge. Études et textes offerts à Stéphane Lebecq, dir. par Alban Gautier et Céline Martin, Turnhout (Brepols) 2011 ; et Un premier Moyen Âge septentrional. Etudes offertes à Stéphane Lebecq, dir. par Charles Mériaux et Emmanuelle Santinelli-Foltz, Revue du Nord (Lille), t. 93, juillet-décembre 2011.

## Publications

### Ouvrages
- Marchands et navigateurs frisons du haut Moyen Âge, deux vol., Lille (Presses universitaires de Lille) 1983.
- Les hommes et la mer dans l'Europe du Nord-Ouest de l'Antiquité à nos jours , direction (avec Alain Lottin et Jean-Claude Hocquet), n° hors série de la Revue du Nord, Lille-Villeneuve d'Ascq 1986.
- Les Origines franques (Ve – IXe siècle), vol. 1 de la  Nouvelle Histoire de la France médiévale, Paris (Le Seuil, "Points Histoire") 1990. Plusieurs tirages avec addenda et corrigenda.
- L'Économie médiévale (avec Philippe Contamine, Jean-Luc Sarrazin et Marc Bompaire), Paris (A. Colin), 1re éd. 1993, 2e éd. 2013.
- La Mort des grands (Ve – XIIe siècles), numéro thématique édité (en collaboration avec Régine Le Jan) et introduit par Stéphane Lebecq, Médiévales, n° 31, automne 1996.
- Lille au Moyen Âge, dans Lille d'un millénaire à l'autre, ouvrage collectif, Paris (Fayard) 1999.
- The Northern Seas (fifth to eighth centuries), dans The New Cambridge Medieval History, vol. 1, c. 500 - c. 700 (Paul Fouracre éd.), Cambridge (Cambridge University Press) 2005.
- Bède le Vénérable entre tradition et postérité. The Venerable Bede : tradition and posterity, direction (avec Michel Perrin et Olivier Szerwiniack), Lille-Villeneuve d'Ascq (université de Lille 3) 2005.
- Histoire des îles Britanniques (direction et rédaction de la 1re partie, "Des origines au XIe siècle : le temps des fondations"), Paris (PUF), 1re éd. 2007, 2e éd. 2013, 3e éd. 2022.
- Quentovic. Environnement, archéologie, histoire (direction, avec Bruno Béthouart et Laurent Verslype), Lille-Villeneuve d'Ascq (université de Lille 3) 2010.
- Hommes, mers et terres du Nord au début du Moyen Âge, vol. 1, Peuples, cultures, territoires, et vol. 2, Centres, communications, échanges, Lille (Presses universitaires du Septentrion) 2011.
- La Geste des rois des Francs. Liber Historiae Francorum, présentation, édition (d'après le texte latin établi par Bruno Krusch), traduction et annotations, dans Les Classiques de l'Histoire au Moyen Âge, Paris (Belles Lettres) 2015, 2e tirage revu et corrigé 2019.
- Le Cartulaire de Saint-Guénolé de Landévennec (direction), Sources médiévales de l'histoire de Bretagne, Rennes (Presses universitaires de Rennes) 2015.
- [en préparation, avec Alban Gautier], Bède le Vénérable. Ecrits sur les saints et les églises du nord de l'Angleterre. Vie des abbés, Lettre à Egbert, Vie de Cuthbert, présentation, traduction française, annotations.

### Articles
- (En collaboration avec Julien Bachelier) La confection du cartulaire de Landévennec (Xe-XIe siècles), dans Manuscrits Bretagne-Cornouaille (IXe-XIIe siècles), sous la direction de Julien Bachelier, Musée de l'ancienne abbaye de Landévennec (Editions Blanc et Noir) 2025, p. 71-102
- Martel en tête (sur Charles Martel) et La loi des hommes (notices biographiques), deux articles dans Quand l'Europe faisait face aux Grandes Invasions (IVe – Xe siècle), numéro spécial du Figaro Histoire, février-mars 2024, (1) p. 68-71 et (2) p. 88-95.
- Entre goût de la méditation et urgence de l'action. L'itinéraire passionné de Jean-Berthold Mahn. Un témoignage de Stéphane Lebecq, dans Ferdinand Lot et les siens. Une famille d'humanistes à Fontenay-aux Roses, sous la direction de David Descatoire et Agnès Graceffa, Gaussen éditions et Mairie de Fontenay-aux-Roses 2023, p. 166-177.
- Le Cartulaire de l'abbaye de Saint-Guénolé de Landévennec, dans L'Abbaye de Landévennec en l'an mille, Coop Breizh 2023, p. 84-73.
- Conclusion des journées, dans Un Monde en mouvement. La circulation des personnes, des biens et des idées à l'époque mérovingienne, Actes des XLe Journées internationales d'Archéologie mérovingienne, sous la direction de Yves Henigfeld et Edith Peytremann, Nantes 2022, p. 515-520.
- La Vie de saint Vulfran attribuée au moine Jonas de Fontenelle. Une traduction critique, dans la Revue du Nord (université de Lille), n° 103, fascicule 439, avril-juin 2021, p. 351-376.
- (1) Pratiques et signes du pouvoir chez les Mérovingiens, et (2) Mobilité et itinéraires de voyages dans la Gaule mérovingienne. Un monde en perpétuel mouvement ?, deux chapitres dans Le Monde de Clovis. Itinéraires mérovingiens, sous la direction de Marie Demelenne et Gaëlle Dumont, catalogue d'exposition, Musée royal de Mariemont (Belgique), 2021, respectivement (1) p. 77-82, et (2) p. 253-258.
- Promenade historienne et paysagère sur les traces de l'abbaye de Vaucelles, dans Chroniques d'une abbaye cistercienne. Vaucelles (XIIe – XXIe siècles), sous la direction de Jean-Marie Duhamel, Lille (Invenit éditions/Département du Nord) 2021, p. 17-21.
- Le duc "Henri le Grand" (v. 830/840-886). De la Franconie orientale au cœur de la Neustrie. Un Franc de l'Est au secours de Paris, dans la Revue Belge de Philologie et d'Histoire, n° 98 (4), 2020, p. 927-940. Une première version de cet article, plus courte et sans apparat critique, a paru dans Allemagne et France au cœur du Moyen Âge, sous la direction de Dominique Barthélémy et Rolf Grosse, Paris (Passés composés) 2020, p. 57-64.
- Les Vikings. Mythe, histoire, historiographie, dans Les grands récits occidentaux. 3. Le pilier européen, sous la direction de Jean-Claude Maes, Montréal (Liber) 2020, p. 37-50.
- Guénolé, Landévennec, la mer et l'outre-mer, dans Landévennec 818-2018. Une abbaye bénédictine en Bretagne, sous la direction d'Yves Coativy, Centre de Recherche Bretonne et Celtique, Brest (Université de Bretagne Occidentale) 2020, p. 87-96.
- En milieu littoral, sur l'eau et outre-mer. Regards sur les communautés et solidarités maritimes dans le bassin des mers du Nord du VIIe au XIe siècle, dans Communautés maritimes et insulaires du premier Moyen Âge, édité par Alban Gautier et Lucie Malbos, Turnhout (Brepols) 2020, p. 23-35.
- Hommes du bout du monde ou passeurs vers d'autres mondes ? Regards antiques et proto-médiévaux sur les Morins et autres gens du Nord, dans Academica Libertas. Essais en l'honneur du professeur Javier Arce, sous la direction de Dominic Moreau et al., Paris-Turnhout 2020, p. 285-292.
- Conclusions du colloque, dans Mobilités et déplacements des femmes dans le Nord de la France du Moyen Âge à nos jours, actes du colloque de Calais, réunis par Stéphane Curveiller et al., Arras (Artois Presses Université) 2019, p. 151-154.
- Vulfran, clerc palatin, moine de Fontenelle, évêque métropolitain de Sens, dans Religion, animaux et quotidien au Moyen Âge. Etudes offertes à Alain Dierkens, sous la direction de Jean-Marie Duvosquel et al., Bruxelles (Timperman) 2018-2019, vol. 2, p. 555-568.
- La christianisation des vikings, dans Les vikings, numéro spécial des Dossiers d'archéologie, n° 391, janvier-février 2019, p. 66-69.
- Colomban en voyage. Lectures de la Vita Columbani par Jonas de Bobbio, dans Colomban et son influence. Moines et monastères du haut Moyen Âge en Europe, sous la direction de Sébastien Bully, Alain Dubreucq et Aurélia Bully, Rennes (Presses universitaires de Rennes) 2018, p. 39-50.
- Articles Agilbert, Domburg, Dorestad, Frisia and Frisians, Quentovic, Radbod king of the Frisians, dans le Oxford Dictionary of Late Antiquity, Oxford (Oxford University Press) 2018.
- La Frise et les Frisons, dans Confrontation, échanges et connaissance de l'autre au nord et à l'est de l'Europe de la fin du VIIe siècle au milieu du XIe siècle, sous la direction de Bruno Dumézil, Sylvie Joye et Charles Mériaux, Rennes (Presses universitaires de Rennes) 2017, p. 50-56.
- La Bretagne aux abois. Pictes, Scots et Saxons dans les mers de l'Ouest (IVe – VIe siècle), dans Arthur, la mer et la guerre, actes du colloque de Boulogne-sur-Mer, publiés sous la direction d'Alban Gautier, Marc Rolland et Michelle Szkilnik, Paris (Classiques Garnier) 2017, p. 31-46.
- (1) Vikings. Le récit des origines, et (2) Sept mystères de l'épopée des Vikings, deux articles dans Vikings. La légende des hommes du Nord, numéro spécial du Figaro Histoire, n° 33, août-septembre 2017, respectivement (1) p. 42-49, et (2) p. 54-63.
- Les anciens Frisons et la mer, dans The Sea in History, vol. 2, The Medieval World, sous la direction de Michel Balard, Océanides, Woodbridge (Boydell and Brewer Press) 2017, p. 534-546.
- Sutton Hoo et le roi Raedwald, dans La mort des rois. De Sigismond (523) à Louis XIV (1715), actes du Colloque de Saint-Denis, dirigés par Joël Cornette et Anne-Marie Helvétius, Paris-Vincennes-Saint-Denis (Presses universitaires de Vincennes) 2017, p. 15-34.
- La véritable histoire du baptême de Clovis, dans Clovis. Les racines chrétiennes de la France, numéro spécial du Figaro Histoire, n° 28, octobre-novembre 2016, p. 54-65.
- Articles Frisons, Sutton Hoo, Warnes, dans Les Barbares, dictionnaire édité sous la direction de Bruno Dumézil, Paris (Presses universitaires de France, PUF) 2016.
- Les Missions ultramarines de Thorkill, dans Les Voyages extraordinaires, numéro spécial d'Historia, n° 30, juillet-août 2016, p. 50-51.
- Childéric, un Barbare dans le jardin, dans Quand les Barbares envahissaient l'Empire romain, numéro spécial du Figaro Histoire, n° 23, décembre-janvier 2015-2016, p. 82-85.
- La Francie occidentale aux abois, dans Vikings. La Saga scandinave, numéro spécial d'Historia, n° 23, mai-juin 2015, p. 46-51 ; réédité dans Vikings. La Saga scandinave, Paris (Editions de la République) 2017, p. 75-84.
- Autour de quelques chartes de Landévennec. Regards sur l'histoire de l'abbaye entre le IXe et le XIe siècle, dans Le Cartulaire de Saint-Guénolé de Landévennec, sous la direction de Stéphane Lebecq, Rennes (Presses universitaires de Rennes) 2015, p. 53-64
- Les Moines de Landévennec à Montreuil-sur-Mer. Retour aux sources, dans Landévennec, les Vikings et la Bretagne. En hommage à Jean-Christophe Cassard, édité par Magali Coumert et Yvon Tranvouez, Brest (université de Bretagne occidentale) 2015, p. 157-170.
- Le testament d'Evrard et Gisèle de Cysoing. Présentation et traduction, dans Passions, genre et famille. Mélanges en l'honneur de Régine Le Jan, Turnhout (Brepols) 2015, p. 59-68. Réédité sous le titre Le testament d'Evrard et Gisèle de Cysoing, avec plusieurs compléments (dont un tableau généalogique, une carte et la photographie de la première page du testament dans le Cartulaire de l'abbaye de Cysoing), dans Pays de Pévèle, n° 81, 2017, p. 4-10.
- De Tertry (687) à Vinchy (717). Sur la ligne de front entre Neustriens et Austrasiens, dans Le Nord-Pas-de-Calais, un champ de bataille de l'Europe, ouvrage dirigé par Stéphane Curveiller et Alain Lottin, Lillers (Les Echos du Pas-de-Calais) 2014, p. 13-22.
- Les Occidentaux dans l'espace baltique et scandinave aux VIIIe – IXe siècles. Qui ? Pourquoi ? Comment ? dans Vers l'Orient et vers l'Occident. Regards croisés sur les dynamiques et les transferts culturels des Vikings à la Rous ancienne, actes des colloques de Novgorod et de Caen, édités par Pierre Bauduin et Alexander E. Musin, Caen (Publications du Craham, Presses universitaires de Caen) 2014, p. 29-38.
- Conclusion des journées, dans L'Empreinte chrétienne en Gaule du IVe au IXe siècle, actes des journées d'études de Lille-Villeneuve d'Ascq, édités par Michèle Gaillard, Turnhout (Brepols) 2014, p. 511-522.
- (1) Les Vikings à l'assaut de la Francie occidentale d'après les sources annalistiques, et (2) Les Vikings dans le Nord de la France : la bataille de Saucourt-en-Vimeu (3 août 881) et le Ludwigslied, deux articles parus dans Les Vikings dans l'Empire franc, catalogue de l'exposition de Valenciennes, publié sous la direction d'Elisabeth Ridel, Bayeux (Orep éditions) 2014, respectivement (1) p. 17-25 et (2) p. 28-32.
- A l'école de saint Augustin, dans Charlemagne. La Renaissance de l'Occident, numéro spécial du Figaro Histoire, n° 12, février-mars 2014, p. 76-83.
- L'Insularité monastique dans l'Europe du Nord-Ouest (VIe – XIIe siècles), dans Le Monachisme insulaire du IVe à la fin du Xe siècle, actes du Colloque d'Osor, Hortus Artium Medievalium (Zagreb), n° 19, 2013, p. 9-20.
- La guerre de Clotaire II et de Dagobert contre les Saxons. Réflexions historiographiques et lexicographiques sur le chapitre 41 du Liber Historiae Francorum, dans Magali Coumert, Marie-Céline Isaïa, Klaus Krönert & Sumi Shimahara (dir.), Rerum Gestarum Scriptor. Histoire et Historiographie au Moyen Âge, Mélanges Michel Sot, Paris (Presses de l'université Paris-Sorbonne) 2012, p. 39-48.
- Les Relations entre royautés et élites franques et anglo-saxonnes au très haut Moyen Âge (fin VIe-fin VIIIe siècle), dans La France et les îles Britanniques : un couple impossible ?, actes du colloque de Caen, édités par Véronique Gazeau et Jean-Philippe Genet, Paris (Publications de la Sorbonne) 2012, p. 15-28.
- The new wiks or emporia and the development of a maritime economy in the Northern Seas (7th-9th centuries), dans From one sea to another. Trading places in the European and Mediterranean Early Middle Ages, actes du colloque de Comacchio, édités par Sauro Gelichi et Richard Hodges, Turnhout (Brepols) 2012, p.11-22.
- Que reste-t-il des chrétientés celtiques ?, dans Des Celtes au Moyen Âge ?, numéro thématique n° 26, Histoire et images médiévales, août-oct. 2011, p. 18-27.
- De l'âge du Fer aux Vikings, l'Irlande au seuil du Moyen Âge, dans Des Celtes au Moyen Âge ?, numéro thématique n° 26, Histoire et images médiévales, août-oct. 2011, p. 28-37.
- Mort et sépulture des premiers Mérovingiens, dans Stéphane Lebecq, Hommes, mers et terres du Nord au début du Moyen Âge, vol. 1, Lille (Presses universitaires du Septentrion) 2011, p. 35-52.
- Autour de la fondation de l'abbaye cistercienne de Vaucelles. La charte de confirmation de l'évêque Liétard de Cambrai (1133), dans Villes et villages. Organisation et représentation de l'espace, Mélanges offerts à Jean-Marie Duvosquel, Revue Belge de Philologie et d'Histoire, n° 89, Bruxelles (Le Livre Tiperman) 2011, vol. 1, p.439-454.
- L'homme, la mer et la voie d'eau. Les systèmes de communications nautiques dans l'espace lotharingien (IXe-début XIe siècle), dans De la mer du Nord à la Méditerranée. Francia Media. Une région au cœur de l'Europe (c.840-c.1050), actes du colloque de Metz-Luxembourg-Trèves, édités par Michèle Gaillard, Michel Margue, Alain Dierkens et Hérold Pettiau, Luxembourg (Publications du Cludem, université du Luxembourg) 2011, p.301-314.
- (en collaboration avec Alban Gautier), Routeways between England and the Continent in the Tenth Century dans England and the Continent in the Tenth Century. Studies in honour of Wilhelm Levison (1876-1947), actes du colloque de Durham, édités par David Rollason, Conrad Leyser et Hannah Williams, Turnhout (Brepols) 2010, p. 17-34.
- Fulda au temps de Raban. Une esquisse, in Raban Maur et son temps, actes du colloque de Lille et Amiens, édités par Philippe Depreux, Stéphane Lebecq, Michel Perrin et Olivier Szerwiniack, Collection Haut Moyen Âge, n° 9, Turnhout (Brepols) 2010, p. 19-30.
- L'administration portuaire de Quentovic et de Dorestad (VIIIe – IXe siècle), dans Quentovic. Environnement, Archéologie, Histoire, actes du colloque de Montreuil-Etaples-Le Touquet, édités par Stéphane Lebecq, Bruno Béthouart et Laurent Verslype, Villeneuve d’Ascq (publications de l'université de Lille 3) 2010, p. 241-252.
- Les Frisons de Saint-Goar. Présentation, traduction et bref commentaire des chapitres 28 et 29 des Miracula sancti Goaris de Wandalbert de Prüm, dans Jean-François Cottier, Martin Gravel et Sébastien Rossignol (dir.), Ad libros ! Mélanges d'études médiévales offerts à Denise Angers et Joseph-Claude Poulin, Montréal (Presses universitaires de Montréal) 2010, p. 11-20.
- L'ascension des comtes, dans Les Mérovingiens, numéro thématique n° 21, Histoire et images médiévales, mai-juil. 2010, p. 4-13.
- Edouard Perroy (1945-1950) et Michel Mollat (1950-1958), dans Un siècle de Revue du Nord. Essai de synthèse historiographique, numéro spécial de la Revue du Nord, n° 92, 2010, p. 557-562.
- Imma, Yeavering, Beowulf. Remarques sur la formation d'une culture aulique dans l'Angleterre du VIIe siècle, dans François Bougard, Régine Le Jan, Rosamond McKitterick (dir.), La Culture du haut Moyen Âge. Une question d'élites ?, Turnhout (Brepols) 2009, p. 239-256.
- Les Invasions. Les vagues germaniques de Lucien Musset. À propos de la 3e édition (1994), dans Postérité de Lucien Musset, édité par Véronique Gazeau et François Neveux, Caen (Presses universitaires de Caen) 2009, p.15-20.
- Paganisme et rites sacrificiels chez les Frisons des VIIe – VIIIe siècles, dans Bonifatius - Leben und Nachwirken. Die Gestaltung des christlichen Europa im Frühmittelalter, actes du colloque de Mayence, édités par Franz J. Felten, Jörg Jarnut et Lutz E. von Padberg, Mainz (Gesellschaft für mittelrheinische Kirchengeschichte) 2007, p. 111-120.
- Communication and exchange in northwest Europe, dans Ohthere's Voyages. A late 9th-century account of voyages along the coast of Norway and Denmark and its cultural context, actes du colloque de Roskilde, édités par Janet Bakely et Anton Englert, Roskilde (The Viking Ship Museum, Danemark) 2007, p. 170-179.
- Aux origines du renouveau urbain sur les côtes de l'Europe du Nord-Ouest au début du Moyen Âge ? Les emporia des mers du Nord, dans Les Villes romaines du nord de la Gaule, actes du colloque de Lille-Villeneuve d'Ascq, édités par Roger Hanoune, numéro hors-série de la Revue du Nord, Collection Art et archéologie, n° 10, 2007, p. 485-492.
- Sur la mort des grands et leur sépulture au Moyen Âge. Conclusions du colloque, dans Sépulture, mort et représentation du pouvoir au Moyen Âge. Tod, Grabmal und Herrschaftsrepräsentation im Mittelalter, actes du colloque de Luxembourg, édités par Michel Margue, Luxembourg (Publications du Cludem, université du Luxembourg) 2006, p. 735-744.
- Articles Carolingiens, Charlemagne, Clovis, Francs, Invasions barbares, Mérovingiens, dans le Dictionnaire de l'histoire de France Larousse, dirigé par Jean-François Sirinelli, Paris (Larousse) 2006.
- L'Économie de la voie d'eau dans le nord de la Gaule à l'époque mérovingienne : réflexions historiographiques et problématiques, dans Voies d'eau, commerce et artisanat en Gaule mérovingienne, actes du colloque de Namur, édités par Jean Plumier et Maud Regnard, Études et Documents, Archéologie n° 10, Namur (Ministère de la Région wallonne) 2005, p. 11-28.
- Les Vikings en Frise. Chronique d'un échec relatif, dans Les Fondations scandinaves en Occident et les débuts du duché de Normandie, actes du colloque de Cerisy-la-Salle, édités par Pierre Bauduin, Caen (Crahm) 2005, p. 97-112.
- Alcuin sur la route, dans Alcuin de York à Tours. Écriture, pouvoir et réseaux dans l'Europe du haut Moyen Âge, actes du colloque de Tours, édités par Philippe Depreux et Bruno Judic, Annales de Bretagne et des pays de l'Ouest, n° 111, 2004, p. 15-26.
- La charte de Baudouin V pour Saint-Pierre de Lille (1066) : une traduction commentée  dans la Revue du Nord 2004, n° 356-357  p. 567 à 583

## Sources et références

### Source
- Bernard Delmaire, « Stéphane Lebecq, historien lillois », Revue du Nord, n° 391-392, juillet-décembre 2011, p. 575-577, lire en ligne
- Régine Le Jan, "Introduction", Echanges, communications et réseaux dans le haut Moyen Âge. Etudes et textes offerts à Stéphane Lebecq, Collection Haut Moyen Âge, Turnhout, Brepols, 2011, p. 5-16.
- Bernard Delmaire, compte-rendu de la soutenance d'habilitation de Stéphane Lebecq, Revue du Nord, 1994, n° 305, p. 391-400.
- Kerst Huisman, "Winnaar Halbertsmapriis dr Lebecq", Leeuwarder Courant, 23 octobre 1985, p. 18.
- Jean-Marie Duhamel, "Stéphane Lebecq, l'historien qui regarde vers les rivages de la mer du Nord", La Voix du Nord, 6 mars 2012, p. 33.